# Dacrydium nausoriense
Espèce
Synonymes
- Corneria nausoriensis (de Laub.) A.V.Bobrov & Melikyan[1]

Statut de conservation UICN

 EN B2ab(i,ii,iii,v) : En danger
Dacrydium nausoriense est une espèce de plantes de la famille des Podocarpaceae.

## Publication originale
- Journal of the Arnold Arboretum 50(2): 287–289. 1969.